# Jozef Kapustka

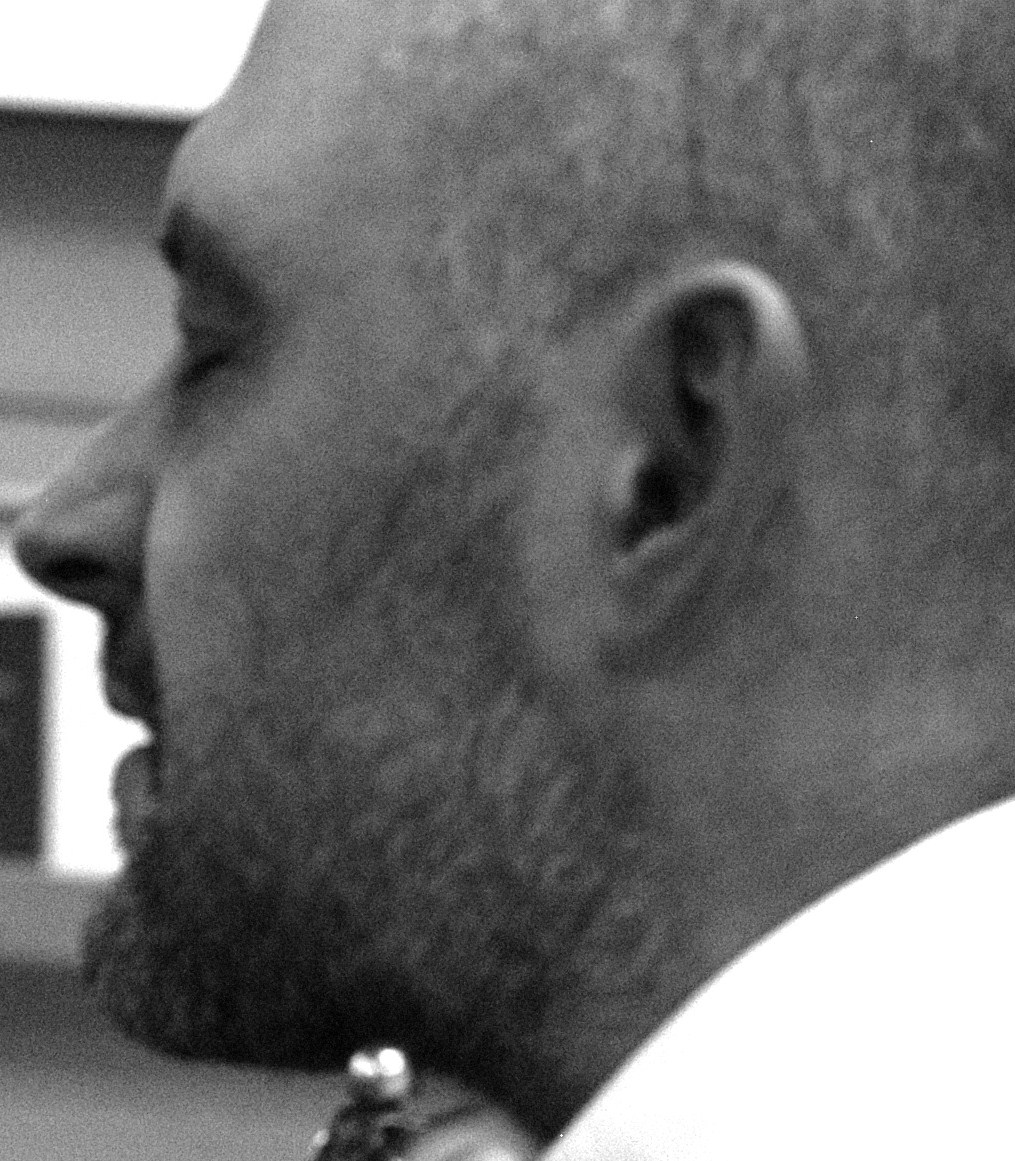
Jozef Kapustka

Józef Kapustka (* 1969 in Tarnów, Polen) ist ein polnischer Konzertpianist. Er lebt in Paris, Frankreich.

## Leben
Józef Kapustka erhielt an seinem Geburtsort schon im Alter von nur drei Jahren Musikunterricht von der dortigen Lehrerin Danuta Cieslik. Später studierte er kurz an der Staatlichen Hochschule für Musik in Krakau bei Ewa Bukojemska. Er promovierte an der Juilliard School in New York (BM 1992) mit der Note A, studierte dort Klavier mit Josef Raieff, mit dessen von Franz Liszts direkt übernommener Lernmethode; es folgten Jerome Lowenthal und Kammermusik mit Joseph Fuchs sowie ein Postgraduate Advanced Studies Diploma in Klavier von der Royal Academy of Music in London (1997, Klavier mit Martin Roscoe und Musicologie mit Amanda Glauert). Er verbesserte weiterhin seine Fertigkeiten in Meisterklassen mit Dmitri Bashkirov unter der Schirmherrschaft der Musik Hochschule La Reina Sofia in Madrid  und Vera Gornostaeva in Paris und Moskau.
Als ehemaliger Schüler der Music Academy of the West in Santa Barbara, CA besitzt er ebenfalls ein „diplome superieur“ der Pariser Universität Sorbonne (1994). Er ist einer der wenigen Empfänger des Grand Prix des Conservatoire International de Musique de Paris (1992), ursprünglich begründet von Maurice Ravel und Gabriel Fauré.

## Auftritte
Obwohl Józef Kapustka nie an einem großen Wettbewerb teilgenommen hat, ist er ein international aktiver Konzertpianist (er ist in fast allen europäischen Ländern aufgetreten, Russland einbezogen; USA (etliche Auftritte im Lincoln Center 1989–1992, Konzertserie Juilliard IBM, Auftritt Carnegie Hall 1998, Vereinte Nationen auf Einladung der Russian Permanent Mission 2004), Süd- und Zentralamerika, Mittlerer und Ferner Osten, Afrika). Ebenso ist er Kammermusiker, Coach und Berater für etliche Inszenierungen.
Um ein neues Publikum zu erreichen, reiste er zu den entferntesten Orten der Welt, wo er bis jetzt etwa auf den Polynesischen Atollen, den Spitzbergen, in antiken römischen Theatern in Afrika und in den Favelas von Rio de Janeiro aufgetreten ist.